# Protéine Rev
 (mars 2023).
Si vous disposez d'ouvrages ou d'articles de référence ou si vous connaissez des sites web de qualité traitant du thème abordé ici, merci de compléter l'article en donnant les références utiles à sa vérifiabilité et en les liant à la section « Notes et références ».
Le gène rev d'HIV-1 et HIV-2 code la protéine régulatrice Rev (également appelée p19) présente notamment dans le nucléole des cellules infectées. Elle permet le Transport nucléo-cytoplasmique des ARNm viraux non totalement épissés (donc mal transportés par la machinerie d'export des ARNm cellulaires), codant les protéines de structure. En conséquence elle augmente l’expression de ces protéines de structure et effectue une régulation négative sur les ARNm de petite taille codant les protéines de régulation.